# Пикачо (Аризона)
Пикачо (енгл. Picacho) насељено је место без административног статуса у америчкој савезној држави Аризона.

## Демографија
По попису из 2010. године број становника је 471.
| Група             | 2000.    | 2010.       |
| Белци             | 0 (0,0%) | 159 (33,8%) |
| Афроамериканци    | 0 (0,0%) | 6 (1,3%)    |
| Азијати           | 0 (0,0%) | 0 (0,0%)    |
| Хиспаноамериканци | 0 (0,0%) | 294 (62,4%) |
| Укупно            | 0        | 471         |